# 蓝翡翠

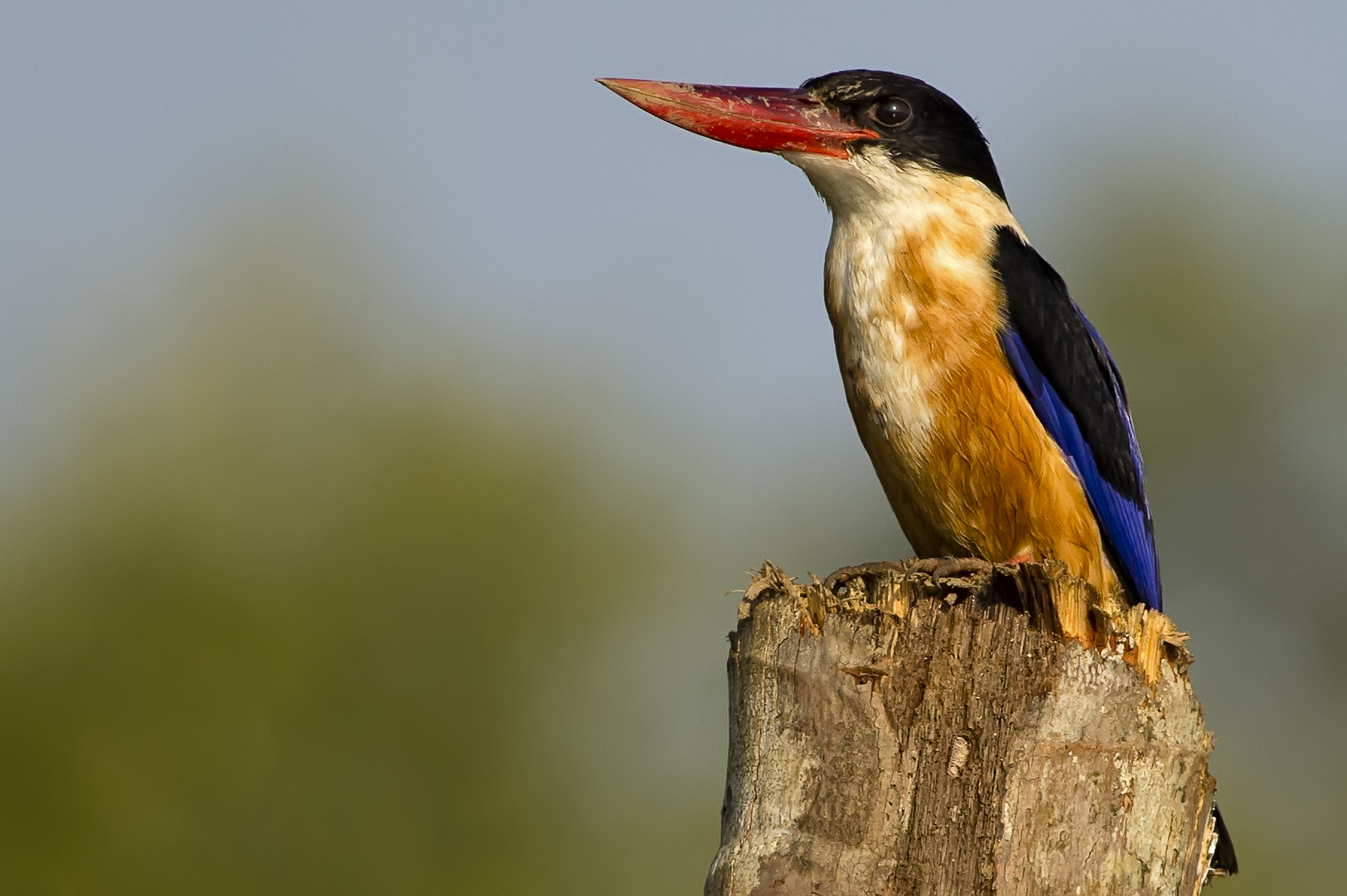
成鳥, 攝於 印度

蓝翡翠（学名：Halcyon pileata），又名藍翡翠，廣泛分布於熱帶亞洲，從印度向東延伸至中國、韓國和東南亞。這種分布最北的翡翠亞科翠鳥，大部分棲息於其分布範圍內，但北部的種群具有遷徙習性，冬季會遷徙至其分布範圍以南的斯里蘭卡、泰國、婆羅洲和爪哇。牠們的特徵是黑色的頭部，與白色的喉部、紫藍色的翅膀以及珊瑚紅的喙形成鮮明對比。該物種主要分布於沿海和紅樹林棲地，但有時也會出現在內陸地區。

## 分類
黑頭翡翠首次由法國博學家喬治-路易·勒克萊爾·德·布豐於1780年在他的《鳥類自然史》Histoire Naturelle des Oiseaux中描述。這種鳥類也被描繪在由弗朗索瓦-尼古拉·馬蒂內所雕刻並手工上色的《自然史彩繪圖譜》中，該圖譜由埃德梅-路易·多邦頓監修，以配合布豐的文本。儘管插圖的標題和布豐的描述中都沒有包含學名，但荷蘭自然學家彼得·博達爾特在1783年為《自然史彩繪圖譜》的目錄中創建了二名法名Alcedo pileata。模式產地為中國。目前的屬名Halcyon由英國自然學家兼藝術家威廉·斯溫森於1821年引入。Halcyon是希臘神話中與翠鳥相關的一種鳥的名稱。種小名pileata源自拉丁語pileatus，意為"有帽子的"。該物種為單型種。

## 描述
這種翠鳥約28（11英寸）長。成鳥具有紫藍色的翅膀和背部，黑色的頭部和肩部，白色的頸圈和喉部，以及紅褐色的下體。大喙和腿為鮮紅色。飛行時，藍色和黑色翅膀上初級飛羽基部的大片白色斑塊或"鏡子"可見。雌雄相似，但幼鳥顏色較暗淡，喉部有條紋。這種翠鳥的叫聲是咯咯笑的ki-ki-ki-ki-ki。
通常出現在沿海水域，尤其是在紅樹林中，這種鳥類很容易被驚擾。牠們顯眼地棲息，並潛水捕魚，也以大型昆蟲為食。黑頭翡翠的飛行快速而直接，短圓的翅膀會發出嗡嗡聲。
繁殖季節在夏季。巢穴是一條挖在土岸上的隧道。典型的卵巢由4-5枚圓形的白色卵組成。
曾經描述過一個亞種palawanensis，但該物種被認為是單型的，且其分布範圍內沒有明顯的羽毛差異。

## 分布與棲地
該物種主要棲息於紅樹林和沿海河口地區。其分布範圍從印度（包括安達曼群島和尼科巴群島，甚至在納孔達姆島等偏遠島嶼上）、斯里蘭卡、甘肅、山西、韓國、馬來半島、泰國、緬甸、琉球群島、孟加拉國、海南、菲律賓（巴拉望、巴拉巴克、巴西蘭、塔威塔威）、婆羅洲、蘇門答臘，向東延伸至蘇拉威西，其中僅在冬季出現。冬季的迷鳥已在巴基斯坦有記錄，而與降雨相關的遷移可能導致牠們遠離通常的分布區域而出現在內陸地區。

## 文化中的形象
與許多其他翠鳥一樣，這種鳥類因其藍色羽毛而備受追捧，藍色羽毛曾被用於製作帽飾業。在中國，羽毛被用來製作扇子。在香港，牠們的羽毛被剪下並黏貼在女性使用的裝飾品上。